# Kalînivka, Kahovka
Kalînivka (în ucraineană Калинівка) este localitatea de reședință a comunei Kalînivka din raionul Kahovka, regiunea Herson, Ucraina.

## Demografie
Componența lingvistică a localității Kalînivka
     Ucraineană (88,29%)
     Rusă (10,75%)
     Alte limbi (0,57%)
Conform recensământului din 2001, majoritatea populației localității Kalînivka era vorbitoare de ucraineană (88,29%), existând în minoritate și vorbitori de rusă (10,75%).